# ملعب أفانهارد (بريبيات)
ملعب أفانهارد هو ملعب كرة قدم مهجور يقع في مدينة بريبيات، أوكرانيا.